# Brevianta
Brevianta is een geslacht van vlinders van de familie Lycaenidae, uit de onderfamilie Theclinae.

## Soorten
- B. busa (Godman & Salvin, 1887)
- B. celelata (Hewitson, 1874)
- B. ematheon (Cramer, 1777)
- B. hyas (Godman & Salvin, 1887)
- B. perpenna (Godman & Salvin, 1887)
- B. tolmides (Felder & Felder, 1865)
- B. undulata (Hewitson, 1867)